# Leisha Hailey
Pour les articles homonymes, voir Hailey (homonymie).
Leisha Hailey est une actrice et musicienne américaine née à Okinawa, au Japon le 11 juillet 1971.

## Biographie
Leisha est née le 11 juillet 1971 à Okinawa au Japon. C'est la fille de Robert et Jane Hailey. Élevée à Bellevue dans le Nebraska, Leisha quitte ses parents pour aller étudier à l'Académie américaine des arts dramatiques, à New York. Outre un talent certain pour le métier d'actrice, elle a une autre carte dans sa manche : la musique.

### Sa carrière musicale
C'est sur les bancs de l'Académie qu'elle rencontre Heather Grody, elle aussi étudiante et passionnée de musique. Les deux jeunes femmes ne se lient pas d'amitié tout de suite, et Leisha avouera même dans une interview qu'elle n'aimait pas vraiment Heather lors de leur première année d'études commune. C'est pourtant ensemble qu'elles forment le groupe The Murmurs à la fin des années 1980. Duo acoustique dont elles sont les uniques auteurs, compositeurs et interprètes, elles sortent en 1992 leur premier album, Who are We, chez un producteur indépendant. Malgré le petit tirage, le disque est un succès et des échos favorables circulent sur ce duo[réf. nécessaire]. En 1994, Leisha et Heather signent un contrat chez MCA Records, qui pousse le tirage de leur second album The Murmurs à 75 000 exemplaires (contre 2 500 pour le premier)[réf. nécessaire]. Les années passent et les scènes — et les succès — se succèdent[réf. nécessaire] : en 1997 sort l'album Pristine Smut, suivi en 1998 de Blender, albums pour lesquels elles ont troqué leur son acoustique pour une tonalité plus électrique, et pour lesquels elles sont désormais accompagnées d'un batteur et d'un bassiste. Blender, sans doute leur album le plus connu, est largement coproduit par k.d. lang, célèbre chanteuse canadienne autant connue pour sa musique que pour son style androgyne. Leisha Hailey sera d'ailleurs sa compagne durant plusieurs années.
En 2001, considérant avoir fait le tour de cet univers qu'elles avaient créé, Leisha et Heather décident de dissoudre The Murmurs pour créer un nouveau groupe, Gush, dont l'existence sera de courte durée, Leisha préférant se consacrer en priorité à son rôle dans The L Word. Heather Grody, quant à elle, a entamé une carrière solo.
Elle travaille aussi avec Nina Garduno, une styliste américaine sur la série The L Word. En 2007, Leisha revient à la musique et crée un nouveau groupe avec Camila Grey, maintenant en couple, qui s'appelle Uh Huh Her (nom trouvé sur une pochette d'album de PJ Harvey).

### Sa carrière ciné/télé
Leisha commence sa carrière d'actrice à la télévision, en décrochant de petits rôles dans des séries télévisées telles que l'Incorrigible Cory en 1996, ou plus récemment Les Experts. Au cinéma, elle se fait remarquer en 2002 dans The Snowflake Crusade, dont elle tient le rôle féminin principal. Ce film est inédit en France à ce jour. Mais sa carrière décolle véritablement lorsqu'elle décroche l'un des rôles principaux dans la série The L Word : elle est Alice Pieszecki, journaliste bisexuelle engagée, et accessoirement comique de la bande. Notons par ailleurs que la saison 1 de la série contient un morceau de l'ancien groupe de Leisha, The Murmurs, en fond sonore (Genius).
La série The L Word s'est terminée en mars 2009, à la fin de sa sixième saison. Leisha Hailey reprendra le rôle d'Alice Pieszecki en étant l'héroïne d'un spin off de la série qui verra le jour fin 2019 : The L Word: Generation Q.

## Filmographie

### Cinéma
- 1997 : All Over Me : Lucy
- 1998 : Some Girl de Rory Kelly
- 2002 : The Snowflake Crusade : Marigold
- 2007 : La Cucina : Shelly
- 2010 : Fertile Ground : Emily Weaver

### Télévision
- 1996 : Incorrigible Cory : Corinna (Saison 4, épisode 5)
- 1997 : Ellen : Femme dans le bar gay (1 épisode)
- 2004 à 2009 : The L Word : Alice Pieszecki (VF : Nathalie Bleynie)[1]
- 2006 : Grey's Anatomy : Claire Solomon (guest star) (Saison 2, épisode 15)
- 2006 : Les Experts : Allison Ludford (guest star) (Saison 6, épisode 11)
- 2007 à 2011 : American Dad! : Lily (voix) (4 épisodes)
- 2009 : Croqueuse d'hommes (mini-série télévisée) : Harriet
- 2010 : Les Experts : Dana Carlston (Saison 11, épisode 9)
- 2010 : Drop Dead Diva : Hope Prentiss (Saison 2, épisode 10)
- 2012 : The New Normal : Victoria (Saison 1, épisode 7)
- 2015 : Supernatural : Amélia Novak (saison 10, épisode 20)
- 2016 : Harry Bosch : Maureen 'Mo' O'Grady (saison 2)
- 2019-2021: The L Word: Generation Q : Alice Pieszecki (VF : Nathalie Bleynie)

### Courts-métrages
- 1999 : Sleeping Beauties : Sno Blo Band
- 2001 : Size 'Em Up : Clea Shapiro

## Discographie

### The Murmurs
Album indépendant sorti en 1992, Who are we, était vendu lors de leurs concerts.
- 1.City light
- 2.Wastin time
- 3.Torch
- 4.Neverending
- 5.Echoeing
- 6.Untouchable
- 7.Venom of violence
- 8.Game player
- 9.Lonely man's shoes
- 10.Doesn't mean anything
- 11.Nucleus
- 12.Mother and son
- 13. Can't hide
- 14. Make love not war
- 15. No longer stranger
- 16. Mountain

The Murmurs est le premier album de Leisha et Heather sous le label MCA.
- 1. Bad mood
- 2. Basically
- 3. Wastin time
- 4. Mission
- 5. Carry me home
- 6. Untouchable
- 7. You suck
- 8. Neverending
- 9. Ticket to zen
- 10. Bumble bees
- 11. All i need to know
- 12. Beautiful peace

White Rabbit est le troisième CD sorti par les Murmurs.
- 1. White rabbit
- 2. Carry me home - chex mix
- 3. Shadow - la quinta mix
- 4. Venom of violence
- 5. White rabbit - live

Pristine Smut, sorti en 1997, fut produit en partie par k.d. Lang
- 1. Big talker
- 2. I'm a mess
- 3. Toy
- 4. Underdog
- 5. About nothin'
- 6. Genius
- 7. Squeeze Box days
- 8. Don't lie
- 9. Sucker upper
- 10. The country song
- 11. Sleepless commotion

Blender est le dernier album sortit par The Murmurs
- 1. La Di Da
- 2. I'm a Mess
- 3. Big Talker
- 4. Misfit
- 5. Smash
- 6. Genius
- 7. Don't Lie
- 8. Underdog
- 9. Sucker Upper
- 10. Country Song
- 11. About Nothin'

### Uh Huh Her

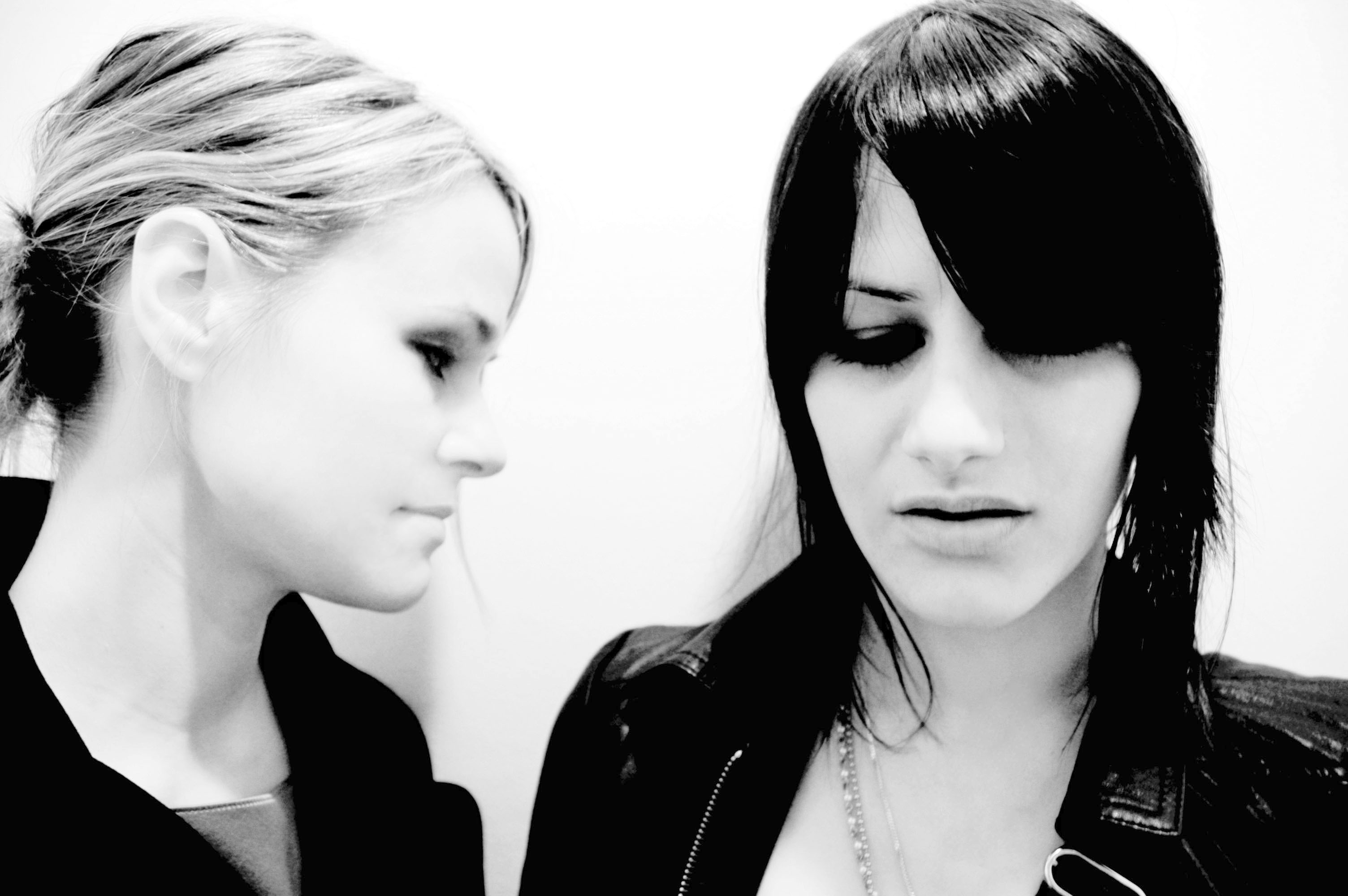
Uh Huh Her

I See Red, sorti en 2007, produit par Plaid Records
- 1. Say So (Thom Russo Mix)
- 2. Explode
- 3. Run
- 4. I See Red
- 5. Say So
- 6. Mystery Lights (Bonus Track)

Common Reaction sorti en 2008
- 1. Not a love song
- 2. Explode
- 3. Wait another day
- 4. Common reaction
- 5. Say So
- 6. Covered
- 7. Everyone
- 8. Away from here
- 9. So long
- 10. Dance with me
- 11. Dreamer

Nocturnes sorti fin mars 2011
- 1. Marstorm
- 2. Another Case
- 3. Disdain
- 4. Wake to Sleep
- 5. Human Nature
- 6. Many Colors
- 7. Debris
- 8. Criminal
- 9. Same High
- 10. Darkness Is
- 11. Time Stands Still

Future Souls sorti le 25 mars 2014
- Innocence
- It's Chemical
- Time
- Shiiine
- Bullet
- Strange Design
- Nuthin Without Your Love
- Fine Lines White Lies
- Hustle Me
- Interconnect

Black and Blue sorti le 22 février 2017
- Black and Blue
- Never the Same
- I've Had Enough
- Philosophy
- Fascination
- No Sacrifice

## Vie privée
Leisha Hailey est ouvertement lesbienne.